# Championnats d'Europe de lutte 2017
Navigation
Édition précédente Édition suivante
Les Championnats d'Europe de lutte 2017 se déroulent du 2 mai 2017 au 7 mai 2017 à Novi Sad, en Serbie.

## Podiums

### Hommes

#### Lutte libre
| Épreuves | Or                       | Argent                 | Bronze                 |
| -------- | ------------------------ | ---------------------- | ---------------------- |
| 57 kg    | Georgi Edişeraşvili      | Andrei Dukov           | Zaur Uguyev            |
| 57 kg    | Georgi Edişeraşvili      | Andrei Dukov           | Süleyman Atlı          |
| 61 kg    | Vladimer Khinchegashvili | Akhmed Chakaev         | Valodya Frangulyan     |
| 61 kg    | Vladimer Khinchegashvili | Akhmed Chakaev         | Andrei Perpeliță       |
| 65 kg    | Ilyas Bekbulatov         | Borislav Novachkov     | David Habat            |
| 65 kg    | Ilyas Bekbulatov         | Borislav Novachkov     | Zurabi Iakobishvili    |
| 70 kg    | Frank Chamizo            | Magomiedmurad Gadżyjew | Israil Kasumov         |
| 70 kg    | Frank Chamizo            | Magomiedmurad Gadżyjew | Ruslan Dibirgadzhiyev  |
| 74 kg    | Soner Demirtaş           | Murad Süleymanov       | Akhmed Gadzhimagomedov |
| 74 kg    | Soner Demirtaş           | Murad Süleymanov       | Grigor Grigoryan       |
| 86 kg    | Dauren Kurugliev         | Aleksandr Qostiyev     | Selim Yaşar            |
| 86 kg    | Dauren Kurugliev         | Aleksandr Qostiyev     | István Veréb           |
| 97 kg    | Rıza Yıldırım            | Anzor Boltukayev       | Aliaksandr Hushtyn     |
| 97 kg    | Rıza Yıldırım            | Anzor Boltukayev       | Elizbar Odikadze       |
| 125 kg   | Taha Akgül               | Camaləddin Məhəmmədov  | Geno Petriashvili      |
| 125 kg   | Taha Akgül               | Camaləddin Məhəmmədov  | Levan Berianidze       |

#### Lutte gréco-romaine
| Épreuves | Or                 | Argent              | Bronze                |
| -------- | ------------------ | ------------------- | --------------------- |
| 59 kg    | Kristijan Fris     | Ivo Angelov         | Mingiyan Semenov      |
| 59 kg    | Kristijan Fris     | Ivo Angelov         | Ivan Lizatović        |
| 66 kg    | Artem Surkov       | Davor Štefanek      | Goga Gogiberashvili   |
| 66 kg    | Artem Surkov       | Davor Štefanek      | Soslan Daurov         |
| 71 kg    | Bálint Korpási     | Pavel Liakh         | Abuiazid Mantsigov    |
| 71 kg    | Bálint Korpási     | Pavel Liakh         | Aleksandar Maksimović |
| 75 kg    | Tarek Abdelslam    | Chingiz Labazanov   | Kazbek Kilou          |
| 75 kg    | Tarek Abdelslam    | Chingiz Labazanov   | Tamás Lőrincz         |
| 80 kg    | Zurab Datunashvili | Radzik Kuliyeu      | Aslan Atem            |
| 80 kg    | Zurab Datunashvili | Radzik Kuliyeu      | Adlan Akiev           |
| 85 kg    | Viktor Lőrincz     | Metehan Başar       | Nikolay Bayryakov     |
| 85 kg    | Viktor Lőrincz     | Metehan Başar       | Ramsin Azizsir        |
| 98 kg    | Felix Baldauf      | Aliaksandr Hrabovik | Balázs Kiss           |
| 98 kg    | Felix Baldauf      | Aliaksandr Hrabovik | Artur Aleksanyan      |
| 130 kg   | Rıza Kayaalp       | Balint Lam          | Vitaliy Shchur        |
| 130 kg   | Rıza Kayaalp       | Balint Lam          | Levan Arabuli         |

### Femmes

#### Lutte libre
| Épreuves | Or                      | Argent                          | Bronze                 |
| -------- | ----------------------- | ------------------------------- | ---------------------- |
| 48 kg    | Mariya Stadnyk          | Ilona Semkiv                    | Fredrika Ida Petersson |
| 48 kg    | Mariya Stadnyk          | Ilona Semkiv                    | Alina Vuc              |
| 53 kg    | Vanesa Kaladzinskaya    | Natalia Malysheva               | Nina Hemmer            |
| 53 kg    | Vanesa Kaladzinskaya    | Natalia Malysheva               | Maria Prevolaraki      |
| 55 kg    | Bilyana Zhivkova Dudova | Katsiaryna Hanchar-Yanushkevich | Mathilde Rivière       |
| 55 kg    | Bilyana Zhivkova Dudova | Katsiaryna Hanchar-Yanushkevich | Alyona Kolesnik        |
| 58 kg    | Grace Bullen            | Mariana Cherdivară              | Laura Mertens          |
| 58 kg    | Grace Bullen            | Mariana Cherdivară              | Emese Barka            |
| 60 kg    | Liubov Ovcharova        | Anastasija Grigorjeva           | Johanna Mattsson       |
| 60 kg    | Liubov Ovcharova        | Anastasija Grigorjeva           | Tetiana Omelchenko     |
| 63 kg    | Monika Michalik         | Taybe Yusein                    | Sara da Col            |
| 63 kg    | Monika Michalik         | Taybe Yusein                    | Yuliya Tkach           |
| 69 kg    | Anastasia Bratchikova   | Maryia Mamashuk                 | Alla Cherkasova        |
| 69 kg    | Anastasia Bratchikova   | Maryia Mamashuk                 | Koumba Larroque        |
| 75 kg    | Yasemin Adar            | Zsanett Németh                  | Svetlana Saenco        |
| 75 kg    | Yasemin Adar            | Zsanett Németh                  | Epp Mäe                |

## Tableau des médailles
| Rang  | Nation      | Or | Argent | Bronze | Total |
| ----- | ----------- | -- | ------ | ------ | ----- |
| 1     | Russie      | 5  | 4      | 7      | 16    |
| 2     | Turquie     | 5  | 1      | 3      | 9     |
| 3     | Azerbaïdjan | 2  | 3      | 3      | 8     |
| 4     | Bulgarie    | 2  | 3      | 1      | 6     |
| 5     | Hongrie     | 2  | 2      | 4      | 8     |
| 6     | Géorgie     | 2  | 0      | 5      | 7     |
| 7     | Norvège     | 2  | 0      | 0      | 2     |
| 8     | Biélorussie | 1  | 5      | 3      | 9     |
| 9     | Serbie      | 1  | 1      | 1      | 3     |
| 10    | Pologne     | 1  | 1      | 0      | 2     |
| 11    | Italie      | 1  | 0      | 1      | 2     |
| 12    | Moldavie    | 0  | 1      | 2      | 3     |
| 12    | Ukraine     | 0  | 1      | 2      | 3     |
| 14    | Roumanie    | 0  | 1      | 1      | 2     |
| 15    | Lettonie    | 0  | 1      | 0      | 1     |
| 16    | Arménie     | 0  | 0      | 4      | 4     |
| 17    | Allemagne   | 0  | 0      | 3      | 3     |
| 18    | France      | 0  | 0      | 2      | 2     |
| 18    | Suède       | 0  | 0      | 2      | 2     |
| 20    | Croatie     | 0  | 0      | 1      | 1     |
| 20    | Estonie     | 0  | 0      | 1      | 1     |
| 20    | Grèce       | 0  | 0      | 1      | 1     |
| 20    | Slovénie    | 0  | 0      | 1      | 1     |
| Total | Total       | 24 | 24     | 48     | 96    |